# Supergirl (песня Стефании)
«SUPERG!RL» (с англ. — «Супердевушка») — песня греко-нидерландской певицы Стефании, которая должна была представлять Грецию на отменённом конкурсе песни «Евровидение-2020». Сингл был издан в цифровом формате 1 марта 2020 года звукозаписывающим лейблом K2ID.
В результате жеребьёвки, состоявшейся 28 января 2020 года, представительница Греции должна была выступать в первой половине второго полуфинала.
Песня представляет собой танцевальную поп-композицию. Для её продвижения Стефания выпустила видеоклип, а также неоднократно появлялась на ведущих ток-шоу Греции и Нидерландов.

## Предыстория
3 февраля 2020 года греческий вещатель ERT объявил о том, что Стефания представит Грецию на конкурсе «Евровидение-2020» с песней «SUPERG!RL», написанной Димитрисом Контопулосом, Шэрон Вон и командой Arcade, состоящей из Анастасиоса Раммоса, Габриэля Рассела, Павлоса Манолиса и Diverno.

## Релиз песни
Песня и видеоклип были представлены широкой общественности 1 марта 2020 года во время передачи «Eurovision Song Contest — Final Countdown», ведущим которой был Михалис Маринос. Принимая во внимание тот факт, что Стефания стала самым молодым артистом, выбранным в качестве представителя Греции (на момент проведения конкурса ей было бы 17 лет), Контопулос заявил, что сам поиск песни стал для него непростым испытанием, поскольку он рассматривал именно ту композицию, которая бы соответствовала как возрасту Стефании, так и её характеру. В пресс-релизе ERT описал «SUPERG!RL» как «поп-песню в быстром темпе с этническими элементами». Позже Стефания сделала небольшое заявление, отнеся «SUPERG!RL» к «танцевальным поп-песням в стиле Арианы Гранде». По сообщениям ERT, главный посыл песни — призвать подростков верить в себя и следовать своим мечтам.

## Видеоклип
Видеоклип на песню «SUPERG!RL» был выпущен одновременно с премьерой песни 1 марта 2020 года. Константинос Каридас, главный режиссёр, снял его в течение двух дней, использовав четырех локации в греческих Афинах и их окрестностях. По окончании съёмочного процесса Каридас говорил следующее:

«Мы создали историю с элементами сюрреализма. На протяжении всего клипа в центре внимания молодая девушка, которая находит в себе силы принять свои экстраординарные способности в обществе, которое воспринимает её как нечто чуждое. Поэтому ей приходится пройти нелёгкий путь внутренней борьбы. Видеоклип дополняется свежей и динамичной песней. Вся наша команда состоит из профессионалов, которые в своей области выложились на все 100%, чтобы получить идеальный результат. Мы благодарны Стефании за сотрудничество. Она удивила нас своей трудолюбием и невообразимым актерским талантом»

В видеоклипе Стефания предстаёт как сверхъестественное существо, обладающее способностью летать и использовать телепатию. Неохотно демонстрируя свои способности, она помогает однокласснику не поскользнуться на кожуре от  банана, силой мысли склеивает рисунок и спасает кошку, застрявшую на дереве. На протяжении всего видеоклипа одноклассник испытывает к ней чувства, и она в конце концов понимает, что "самой большой силой вполне может быть любовь".

## Продвижение
Стефания неоднократно фигурировала как в печатных, так и в телевещательных СМИ Греции и Нидерландов. Она появилась на популярном нидерландском ток-шоу Jinek, где поделилась своими эмоциями от предстоящего(ныне отменённого) конкурса. Затем она была замечена на обложке журнала Gala magazine. Голландская телекомпания VPRO планировала съёмку документального фильма о поездке Стефании в Роттердам. В Греции Стефания впервые была замечена ещё годом ранее со своим выступлением с песней «Con Calma» на премии MAD Video Music Awards в июне 2019 года. В преддверии «Евровидения-2020» ERT попыталась выяснить, есть ли связь между Стефанией и греческой аудиторией после выбора её как представителя Греции. По результатам наблюдения стало известно, что греческие папарацци пристально следят за её жизнью, включая и самих поклонников певицы, которые начали узнавать её. Стефания высказывалась, называя это «очень забавным опытом». Сама же песня была исполнена в конце марта в рамках проекта Димитриса Контопулоса «Qsessions» в период самоизоляции, связанной с пандемией коронавируса. Это стало ее первым живым выступлением с песней «SUPERG!RL».

## Конкурс песни «Евровидение»
28 января 2020 года состоялась жеребьевка, в ходе которой стало известно, что Стефания исполнила бы «SUPERG!RL» в первой половине второго полуфинала. Фокас Евангелинос был нанят, чтобы организовать постановку и выстроить хореографию для конкурса. Однако из-за пандемии коронавируса в Европе, 18 марта 2020 года «Евровидение» было отменено. Вскоре после этого EBU объявил, что заявки, предназначенные для 2020 года, не будут перенесены на следующий год. Кроме того, каждый вещатель в праве будет решить: выбирать ли другого представителя или оставить прежнего. ERT ответил, что намеревается продолжить сотрудничество со Стефанией в 2021 году.

### Альтернативные конкурсы
Некоторые из вещателей, планировавших принять участие в конкурсе песни «Евровидение-2020», организовали альтернативные проекты. Австрийский ORF транслировал песенный конкурс «Der kleine» в апреле 2020 года, где каждая песня была распределена в один из трех полуфиналов. Жюри, состоящее из десяти известных артистов, которые ранее представляли Австрию на «Евровидении», было приглашено для оценки каждой песни; лучшие из лучших в каждом полуфинале выходили в финальный раунд. 18 апреля в третьем полуфинале «SUPERG!RL» заняла седьмое место в группе из 13 участников, набрав 51 очко. Песня также участвовала в шведском телевизионном шоу «Sveriges 12:a» в мае и прошла квалификацию в финальный раунд, заняв 15-е место.

## Треклист
| №  | Название      | Длительность |
| -- | ------------- | ------------ |
| 1. | ««SUPERG!RL»» | 3:00         |

## Создание
Взято из описания под видеоклипом на YouTube.
- Запись в «Vox Studios»(Афины, Греция)
- Сведение в «Cinelab Studios»(Москва, Россия)
- Мастеринг в «Sterling Sound Studios»(Нью-Йорк, США)

- Стефания — вокал
- Димитрис Контопулос, Arcade, Шэрон Вон — авторы песни
- Димитрис Контопулос, Arcade — музыкальные продюсеры
- Андрей Коноплёв — сведение
- Крис Герингер — мастеринг
- Арис Бинис — запись

## Позиции в чартах
| Чарт (2020)          | Наивысшая позиция |
| -------------------- | ----------------- |
| Греция (IFPI Greece) | 19                |